# Stanislava Ivanovna Klimaševskaja

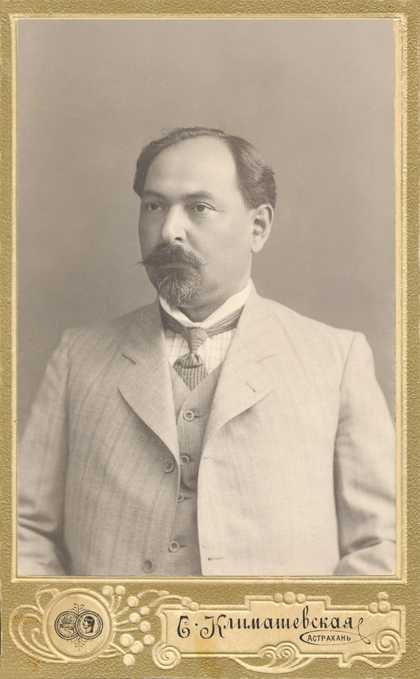
Narimanovův fotografický portrét pořízený ve fotografickém studiu Klimaševské, Astrachaň, 1913

Stanislava Ivanovna Klimaševskaja byla majitelka fotografického obchodu ve městě Astrachaň, nejznámější fotografka v Astrachani na konci 19. a začátku 20. století. Zdědila obchod po svém muži Lavrenci Vikentieviči Klimaševském.

## Životopis
Fondy Astrachaňského státního muzea obsahují nejvíce fotografií z jejího ateliéru – přes tři sta padesát kusů a několik alb, ve kterých je mnoho portrétů, zejména mladých, studentů, dětské fotografie, skupin, rodin nebo svateb. Ve studiu byli fotografováni zástupci různých oblastí života, mezi nimiž byla i řada známých osobností: Nikolaj Gavrilovič Černyševskij, biskup Jan Kronštadtský, guvernér I. N. Sokolovskij, obchodníci a bratři I. A. a A. A. Gubinovi, spisovatel a revolucionář Nariman Narimanov a další. Ateliér provedl také komplexní fotografie zahrnující velké množství lidí. Fotografka C. A. Klimaševskaja byla jediná dvorní fotografka „Dvoru Jeho Veličenstva perského Šáha“ v Astrachani. Nosit tak vysokou hodnost byla velká čest a odpovědnost.
S. I. Klimaševskaja byl řádnou členkou Petrovského společnosti vědců na území Astrachaňské oblasti. Patnáct let byla členkou římskokatolické charity a v roce 1907 se stala její předsedkyní.
Po říjnové revoluci nejstarší astrachaňské fotografické studio Klimaševské pokračovalo v práci. Celkem působili fotografové Lavrentije Vikentjeviče a Stanislavy Ivanovny Klimaševské čtyřicet tři let.

## Galerie

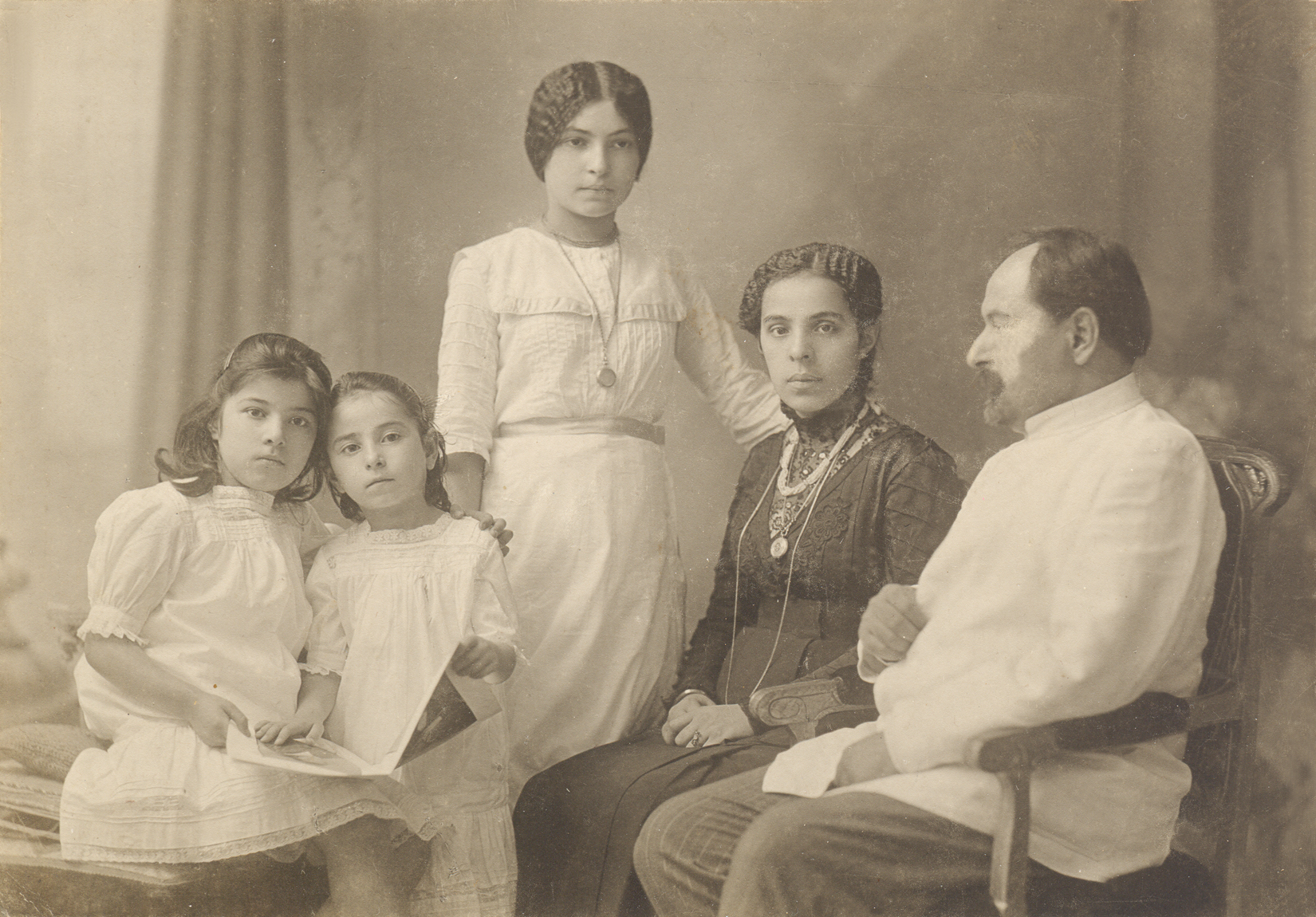
Spisovatel a revolucionář Narimanov se svými neteřemi
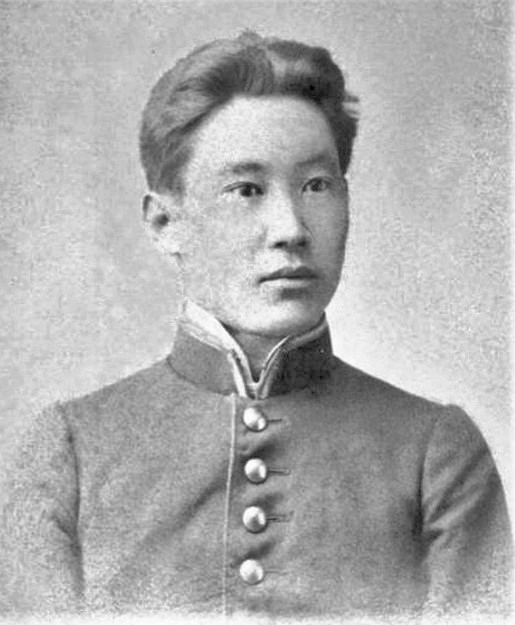
Nomto Ochirov